# الغاز الطبيعي والنفط في فلسطين
الغاز الطبيعي والنفط في دولة فلسطين

## قطاع غزة
اكتشف أول حقل للغاز قبالة شواطئ قطاع غزة عام 2000. ويعاني القطاع من مشكلات انقطاع التيار الكهربائي لفترات طويلة، بينما يتحمل الاقتصاد الفلسطيني - ودافعو الضرائب الغربيون الذين يحولون دون انهياره - تكلفة مالية ضخمة.
أبرمت شركة الكهرباء الفلسطينية والشركة المصرية العامة للبترول اتفاقية في 2009 لاستيراد الغاز المصري عبر معبر رفح الحدودي. ويمكن لهذه الاتفاقية بعد حين أن تغيث أهالي القطاع الذين ما انفكوا يعانون من نقصٍ مزمنٍ في الوقود وانقطاع التيار الكهربائي لفترات تصل إلى 18 ساعة في اليوم، وهو ما تسبب في وقوع وفيات وخسائر في القطاع الزراعي. ويمكن أن يعود الغاز بالنفع أيضًا على الفلسطينيين في الضفة الغربية التي تستورد الطاقة الكهربائية من إسرائيل بأسعار مرتفعة.
تكمن أهمية السؤال في وجود اتفاقيةٍ مبرمةٍ عام 2010 بين شركة اتحاد المقاولين وشركة الغاز البريطانية بي جي وصندوق الاستثمار الفلسطيني من أجل تطوير حقلي غزة واستغلالهما تجاريًا. وفي العامين 2000 و2002، خلصت الدراسات التطويرية التي أجرتها شركة الغاز البريطانية إلى أن الحقلين مجديان اقتصاديًا. وبعبارة أخرى، بوسع غزة أن تصبح من أغنى بقاع الأرض بعد أن كانت من أفقرها لو أُعطي الضوء الأخضر للبدء في استخراج هذا المورد الطبيعي الثمين القابع قبالة سواحلها واستغلاله تجاريًا.
وعلاوة على ذلك، فإن الغاز سيعود بالنفع على الشعب الفلسطيني بأسره. فيمكن مثلًا لفلسطينيي الضفة الغربية أن يستفيدوا من الغاز المتدفق من حقلي غزة في تشغيل محطة توليد الطاقة الكهربائية في الضفة الغربية، وصولًا إلى الاكتفاء الذاتي من الطاقة الكهربائية، ممّا سيحقق وفورات كبيرة للاقتصاد. ولهذا، أشاد الرئيس الراحل ياسر عرفات في العام 1999 باكتشاف حقلي الغاز قائلًا إنهما «هبة من الله لشعبنا.» غير أنه ومنذ اكتشافهما قبل 13 سنة، لم يُستخرج منهما ولا حتى قدم مكعب واحد من الغاز. فلماذا لا يزال الغاز حبيس الأرض إذن؟ تقتضي الإجابة على هذا السؤال استعراض الاتفاقية واستعراض الفاعلين الرئيسيين المعنيين فيها، ومن ثم اقتراح خيارات على صعيد السياسات بشأن كيفية تطوير الحقلين.
تضم مياه غزة الإقليمية حقلان رئيسيان للغاز هما حقل غزة البحري وهو الحقل الرئيسي ويقع على عمق 603 متر تحت سطح البحر و36 كم غرب مدينة غزة. أمّا الحقل الحدودي فهو أصغر سعةً ويمتد عبر الحدود الدولية الفاصلة بين المياه الإقليمية لقطاع غزة والمياه الإقليمية لإسرائيل. وتقدِّر شركة الغاز البريطانية بحسب موقعها على شبكة الإنترنت حجم الاحتياطيات في الحقلين بتريليون قدم مكعب، في حين تعتقد شركة اتحاد المقاولين بأن الاحتياطي يبلغ 1.4 تريليون قدم مكعب. ولتقريب الصورة، يبلغ مخزون إيران من الغاز الطبيعي 991.6 تريليون قدم مكعب، أي أن كمية الغاز في الحقلين ليست ضخمة، ولكنها أكثر من كافية لتلبية احتياجات الفلسطينيين على مدى السنوات الخمس عشرة المقبلة وهو الموعد المقدَّر لنضوب مخزون الحقلين من الغاز وفقًا لمستويات الاستهلاك الحالية للفلسطينيين في غزة والضفة الغربية.